# Bézaudun-les-Alpes
Bézaudun-les-Alpes – miejscowość i gmina we Francji, w regionie Prowansja-Alpy-Lazurowe Wybrzeże, w departamencie Alpy Nadmorskie.
Według danych na rok 1990 gminę zamieszkiwało 87 osób, a gęstość zaludnienia wynosiła 4 osoby/km² (wśród 963 gmin regionu Prowansja-Alpy-W. Lazurowe Bézaudun-les-Alpes plasuje się na 705. miejscu pod względem liczby ludności, natomiast pod względem powierzchni na miejscu 464.).